# 장조제프 페레올
장조제프장바티스트 페레올(프랑스어: Jean-Joseph-Jean-Baptiste Ferréol, 1808년 12월 27일 ~ 1853년 2월 3일)은 프랑스 파리 외방전교회의 선교사이며 천주교 조선교구의 제 3대 교구장이다. 1838년 파리 외방 전교회사제가 되었으며, 이듬해 조선 선교사로 임명되어, 1840년 마카오를 거쳐 조선에 들어오려고 하였으나 실패하였다. 1843년 천주교 조선 교구 제3대 주교(벨리네의 명의주교)가 되자, 헌종 11년(1845) 김대건 신부의 안내로 다블뤼 신부와 함께 서울에 와서 전도를 하였다. 1847년 현석문이 지은 <기해일기>를 보충하였고, 1846년 천주교 박해 사실과 조선 순교자의 전기를 써서 파리 외방 전교회 본부와 로마 교황청으로 보냈다. 45세에 과로사하였다.

## 참고 자료
- 이 문서에는 다음커뮤니케이션(현 카카오)에서 GFDL 또는 CC-SA 라이선스로 배포한 글로벌 세계대백과사전의 내용을 기초로 작성된 글이 포함되어 있습니다.

| 전임 앵베르 | 제3대 천주교 조선교구장 1843년 - 1853년 | 후임 베르뇌 |